# Prieuré de Cayac
L'hôpital-prieuré Notre-Dame de Cayac, se situe dans la commune de Gradignan, dans le département français de la Gironde. Il constitue une étape de la voie de Tours du pèlerinage de Saint-Jacques-de-Compostelle.
Les restes du prieuré sont inscrits aux monuments historiques le 17 septembre 1937, l'ensemble formé par l'église prieurale et le bâtiment accolé au bas-côté sud sont inscrits le 22 décembre 1987. Un arrêté d'inscription du 24 février 2022 vient se substituer aux deux arrêtés précédents.
Les façades latérales du prieuré ont été rénovées en 2013.

## Cayac à travers l'histoire

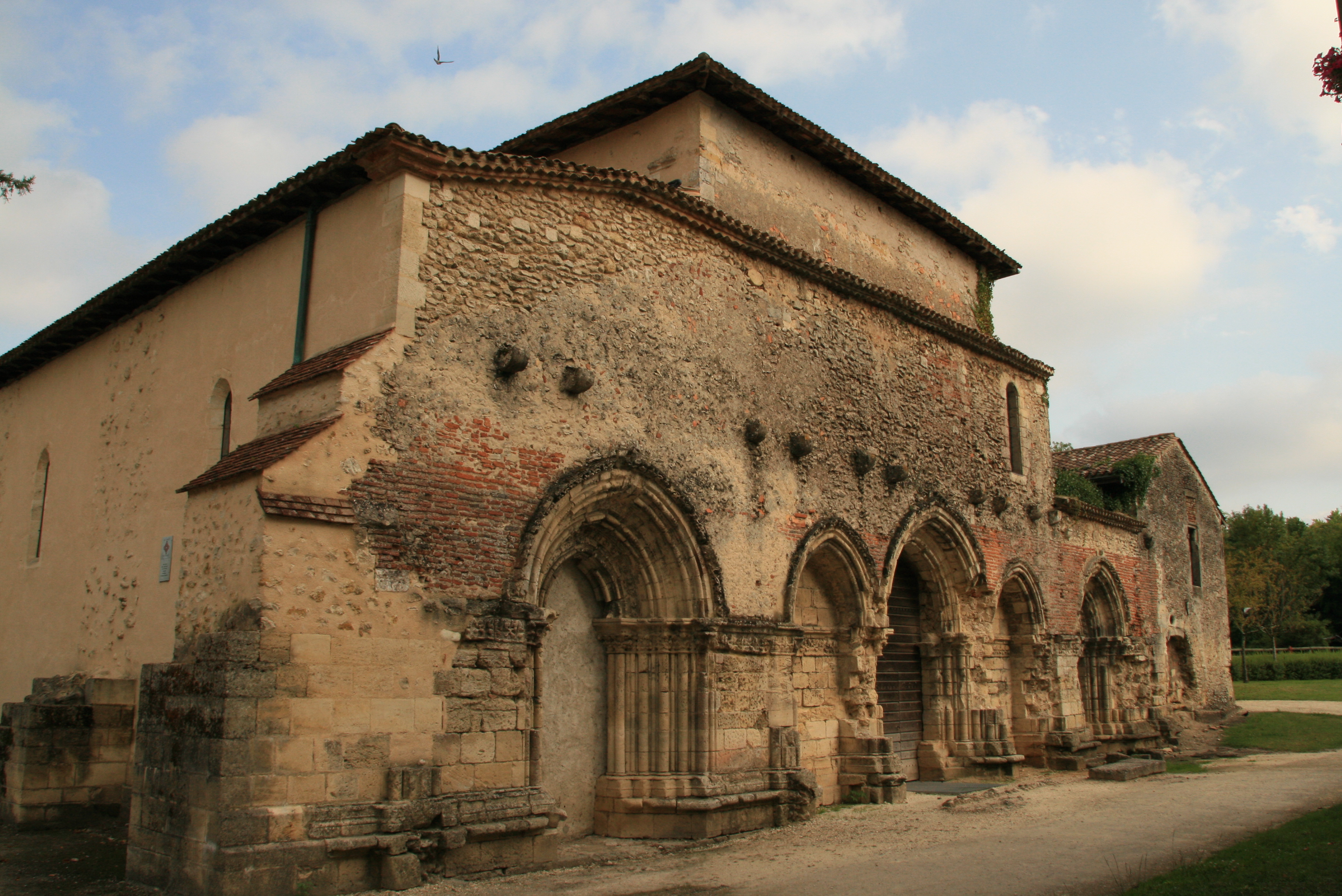
Façade de l'ancienne église

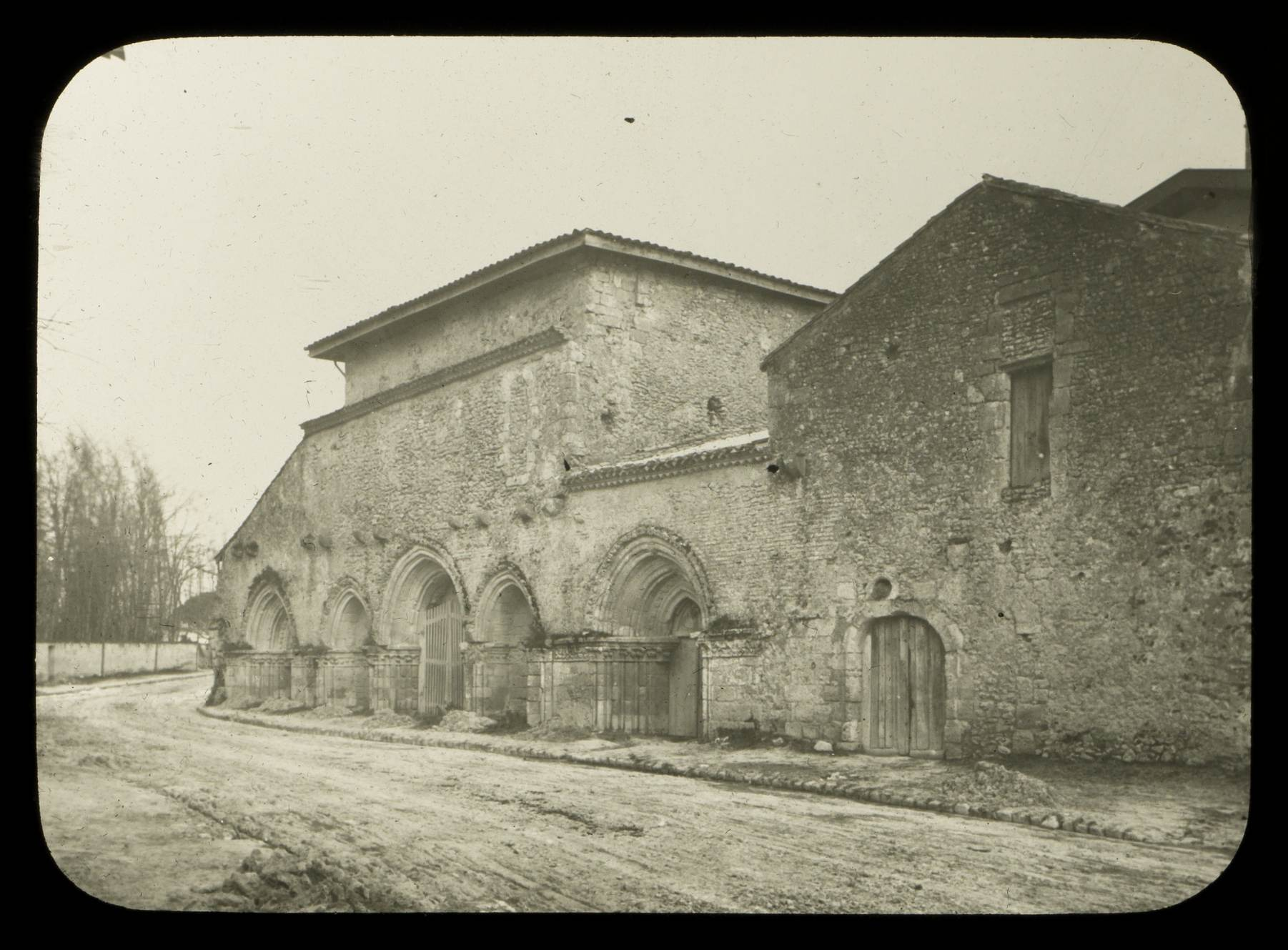
Chapelle, par Jean-Auguste Brutails.

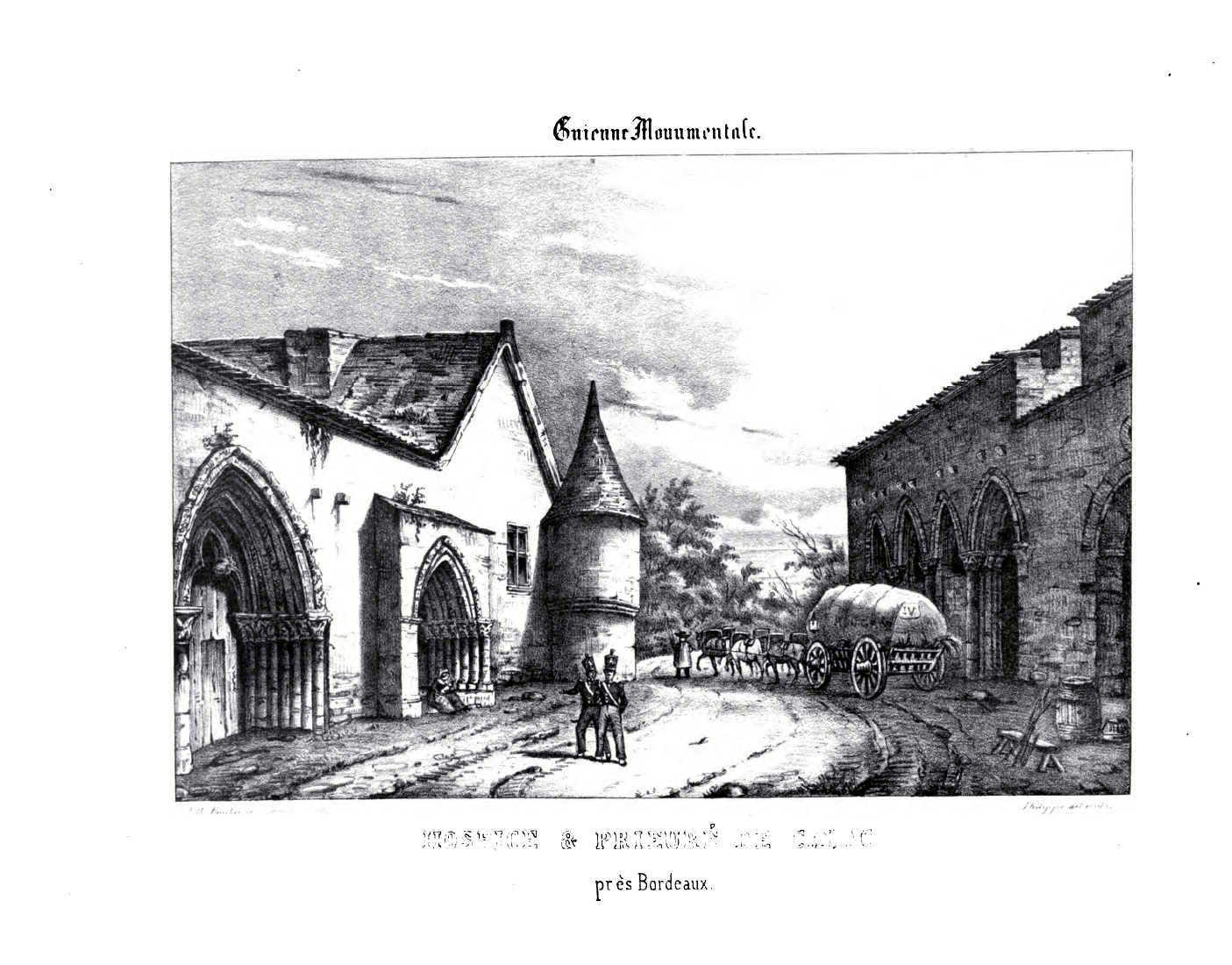
Prieuré en 1842

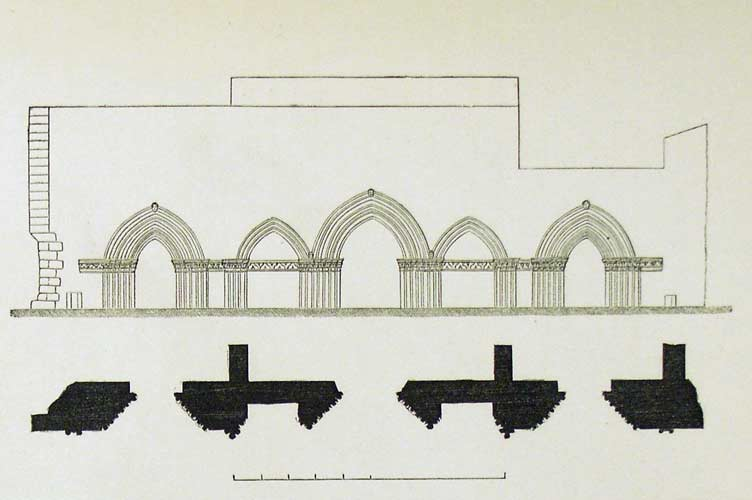
Plan et élévation du prieuré de Cayac dessinés par Lacourrière (commission des Monuments historiques).

L'histoire du prieuré est indissociable de celle du pèlerinage à Saint-Jacques-de-Compostelle. La découverte de la sépulture du disciple du Christ, saint Jacques Majeur en Galice et la grande piété de la population au Moyen Âge expliquent la popularité de ce pèlerinage. Les pèlerins ne sont arrêtés ni par la longueur et la difficulté du voyage, ni par la peur de croiser des bandits ou l'hostilité de certaines régions comme les Landes.
Cayac est situé sur la Via Turonensis, la voie qui relie Paris à Compostelle par Tours, Bordeaux et Bayonne.
Construit sur une antique voie romaine, l'ensemble est initialement composé d'une église, d'un hôpital situé juste à côté et d'un cimetière où étaient enterrés les malades provenant de l'hôpital.
De l'autre côté de la voie se trouvent le logement des frères hospitaliers et les dépendances (chai, cuvier, écurie, poulailler, grange et moulin à farine). Une voûte existait probablement entre les deux parties permettant l'accueil des pèlerins et servant aussi aux hospitalisés afin qu'ils puisent suivre les cérémonies religieuses.
L'église a été construite en deux temps. Les parties basses datent de 1210 à 1230, alors que l'élévation a été réalisée entre 1310 et 1320. D'une longueur de 20 m, constituée d'une nef et de deux collatéraux, elle pouvait accueillir deux cents personnes ce qui était considérable.
En 1304, l'hôpital construit en 1229 est « transformé » en prieuré qui, au fil du temps et des nombreux dons, prend l'allure d'une importante propriété foncière travaillée par des serfs.
En 1618, l'ensemble passe aux mains des Chartreux, de la chartreuse de Bordeaux. L'actuel château à tourelles n'existait pas au Moyen Âge. Il est construit par les Chartreux au XVIIe siècle sur l'emplacement de l'hôpital primitif. À cette occasion, ils construisent un deuxième hôpital plus petit accolé au côté sud de l'église. Mais les pèlerinages se font plus rares et le prieuré amorce un déclin, confirmé au début XVIIIe siècle par l'arrêt du service religieux.
En 1785, l'abbé Baurein décrit les vestiges encore visibles dans l'article XII du tome IV des Variétés bordeloises.
En 1791 le prieuré est vendu comme bien d’État et l'église est désaffectée. À partir de cette date, plusieurs propriétaires vont se succéder.
De 1823 à 1860, l'église accueille une verrerie industrielle, les "Verreries de Lespinasse Jeune", qui endommageront sérieusement le bâtiment.
Dernier avatar : l'église abrite, de 1975 à 1981, le local des Témoins de Jéhovah. Étonnante destinée pour l'ancien hôpital où étaient soignés les malades au Moyen Âge.
En 1839, la commission des monuments historiques de la Gironde envoie un dessinateur et un architecte faire un relevé,.
Pendant la Seconde Guerre mondiale, l’armée italienne utilise occasionnellement l’église pour y réparer ses véhicules.
En 1979 la municipalité de Gradignan acquiert l'église puis en 1988 le prieuré, sauvant ainsi ces monuments d'une lente dégradation.
Les travaux démarrent avec la déviation en 1981 de la route nationale 10, des fouilles archéologiques en 1982 et 1983 puis une restauration du prieuré proprement dit. À l'extérieur, une statue en bronze de pèlerin, de Danielle Bigata, est installée en 1997. En 2005, l'ancienne orangerie accueille un musée des Beaux-Arts à vocation pédagogique.

## Cayac aujourd'hui
Le site de Cayac est un lieu toujours vivant. De nos jours le prieuré de Cayac a retrouvé sa fonction première puisqu'il accueille à nouveau des pèlerins sur le chemin de St Jacques de Compostelle. La tradition hospitalière de Cayac est rétablie, grâce à une structure d'accueil (salle de restauration, cuisine, dortoir) permettant de recevoir les nouveaux pèlerins. La vie jacquaire est présente puisqu'un gîte est mis à disposition des pèlerins (455 personnes accueillies en 2011), des expositions temporaires sont organisées dans l'ancienne église, le musée consacré au peintre bordelais Georges de Sonneville y est installé et les rives de l'Eau Bourde continuent à apporter aux promeneurs l'occasion de se promener.

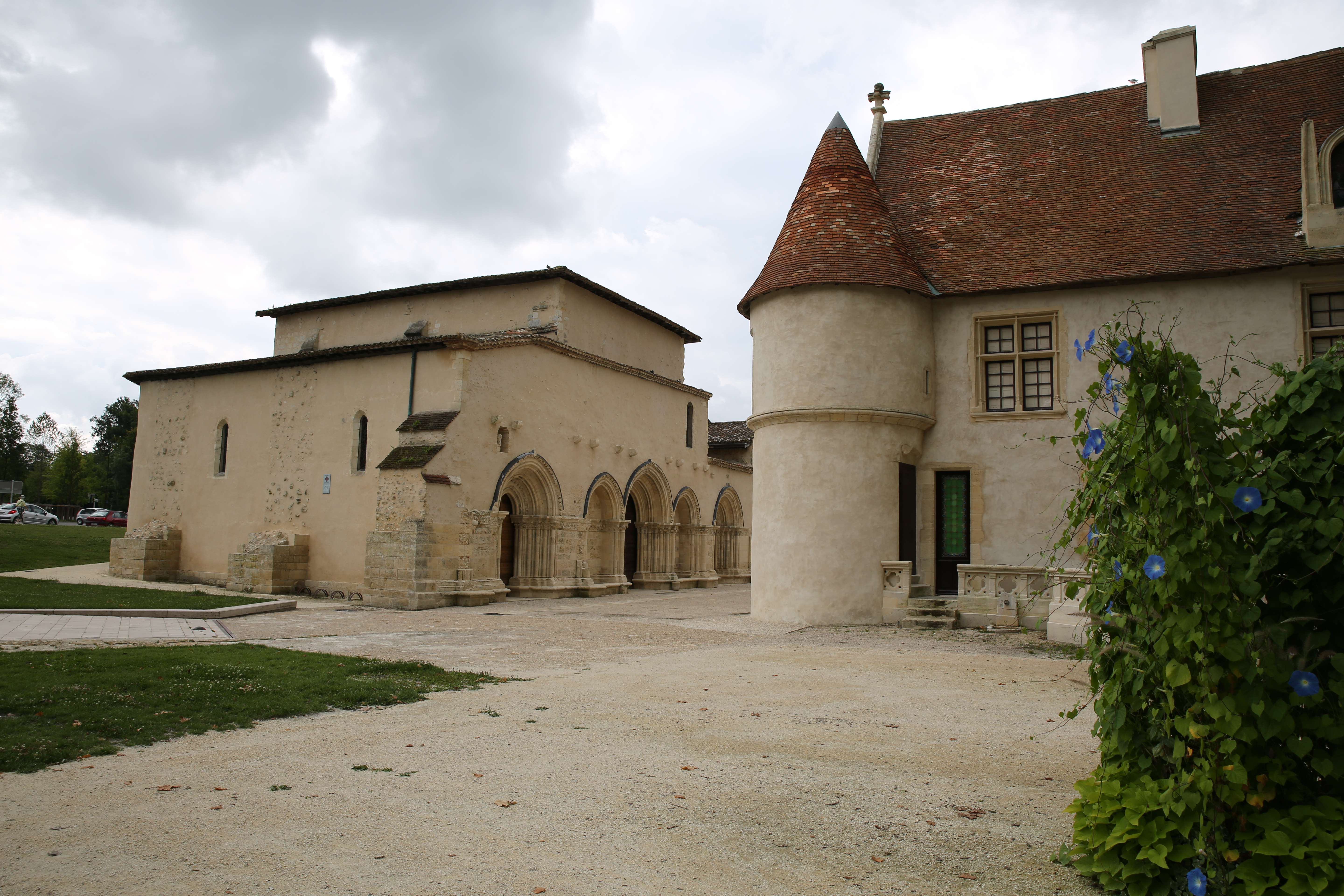
Façade ouest de l'ancienne église.
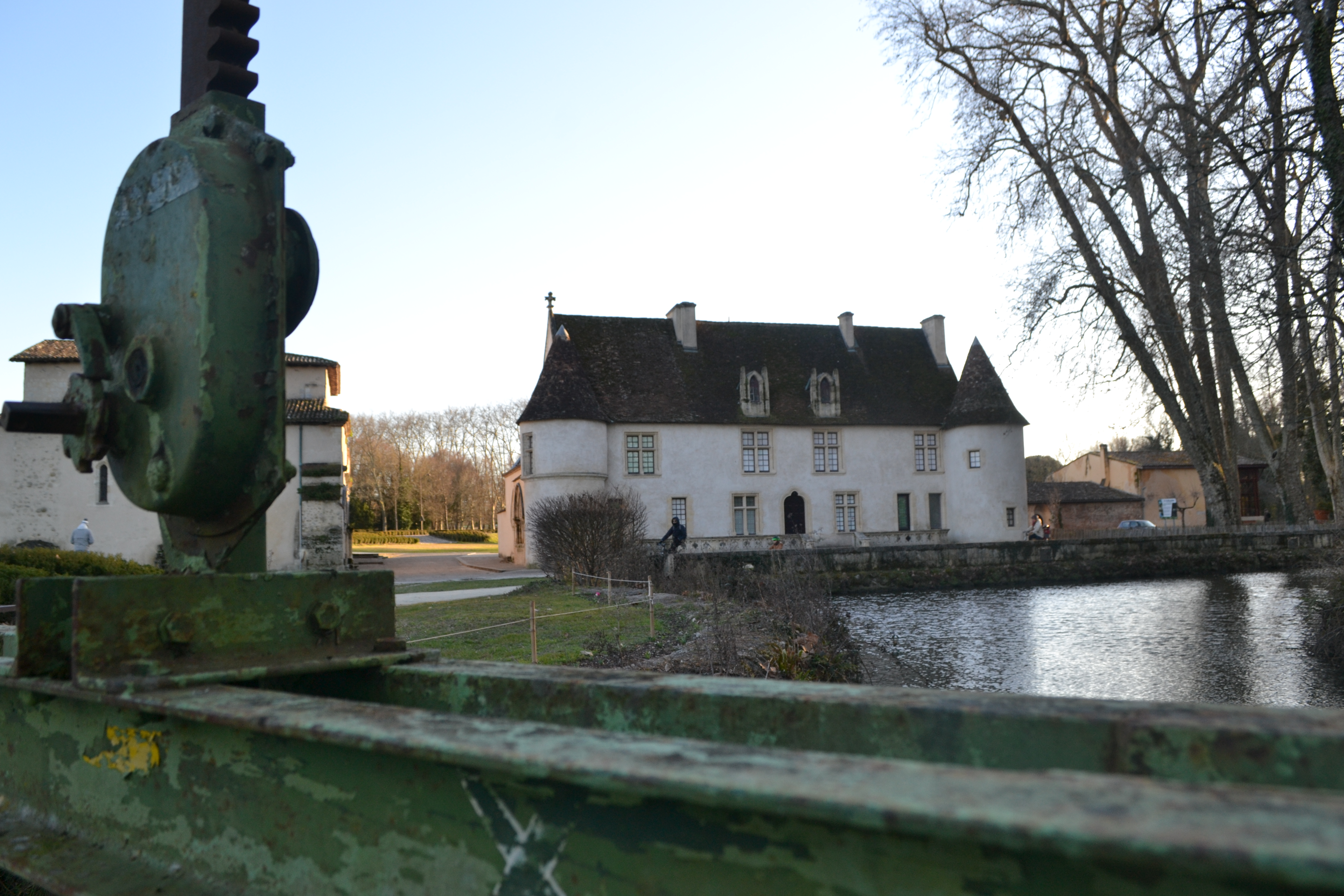
Vue du site depuis l'écluse de l'Eau Bourde
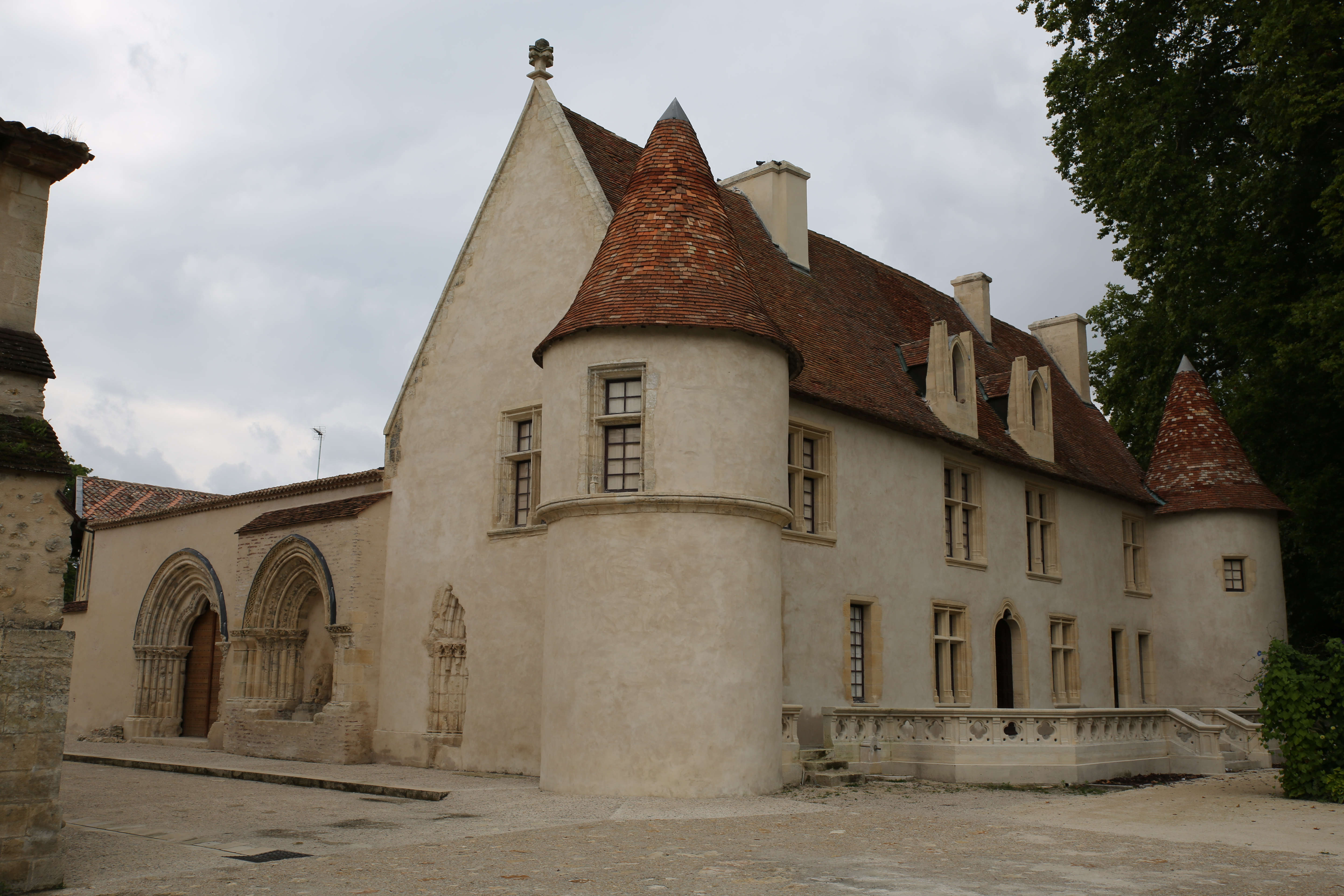
Façade est du prieuré de Cayac.